# Youssef Snana
Youssef Snana (in arabo يوسف سنانة‎?; 24 marzo 2004) è un calciatore tunisino, attaccante dell'Espérance Zarzis in prestito dal Club Africain.

## Carriera

### Club
Snana è cresciuto nel settore giovanile del Club Africain ed ha debuttato in prima squadra il 18 maggio 2022 nell'incontro di Championnat de Ligue Professionelle 1 perso 1-0 contro l'Étoile du Sahel. Ha segnato il suo primo gol il 6 giugno seguente in Coupe de Tunisie contro il Takelsa.
Il 31 luglio 2024 è stato ceduto in prestito per una stagione all'Espérance Zarzis.

### Nazionale
Nel 2023 è stato convocato dalla Tunisia Under-20 per disputare il campionato mondiale Under-20 . Nel maggio 2025 viene convocato per la prima volta in nazionale maggiore, esordendo il 2 giugno seguente nella gara amichevole contro il Burkina Faso (vinta 2-0).

## Statistiche

### Presenze e reti nei club
Statistiche aggiornate al 29 giugno 2025
| Stagione             | Squadra              | Campionato           | Campionato | Campionato | Coppe nazionali | Coppe nazionali | Coppe nazionali | Coppe continentali | Coppe continentali | Coppe continentali | Altre coppe | Altre coppe | Altre coppe | Totale | Totale | Totale |
| Stagione             | Squadra              | Comp                 | Pres       | Reti       | Comp            | Pres            | Reti            | Comp               | Pres               | Reti               | Comp        | Pres        | Reti        | Pres   | Reti   |        |
| -------------------- | -------------------- | -------------------- | ---------- | ---------- | --------------- | --------------- | --------------- | ------------------ | ------------------ | ------------------ | ----------- | ----------- | ----------- | ------ | ------ | ------ |
| 2021-2022            | Club Africain        | L1                   | 6          | 0          | CT              | 4               | 1               | -                  | -                  | -                  | -           | -           | -           | 10     | 1      |        |
| 2022-2023            | Club Africain        | L1                   | 12         | 0          | CT              | 0               | 0               | CCC                | 2                  | 0                  | -           | -           | -           | 14     | 0      |        |
| 2023-2024            | Club Africain        | L1                   | 2          | 0          | CT              | 1               | 0               | CCC                | 1                  | 0                  | -           | -           | -           | 4      | 0      |        |
| Totale Club Africain | Totale Club Africain | Totale Club Africain | 20         | 0          |                 | 5               | 1               |                    | 3                  | 0                  |             | -           | -           | 28     | 1      |        |
| 2024-2025            | Espérance Zarzis     | L1                   | 29         | 13         | CT              | 3               | 4               | -                  | -                  | -                  | -           | -           | -           | 32     | 17     |        |
| Totale carriera      | Totale carriera      | Totale carriera      | 49         | 13         |                 | 8               | 5               |                    | 3                  | 0                  |             | -           | -           | 60     | 18     |        |

### Cronologia presenze e reti in nazionale
| Cronologia completa delle presenze e delle reti in nazionale ― Tunisia | Cronologia completa delle presenze e delle reti in nazionale ― Tunisia | Cronologia completa delle presenze e delle reti in nazionale ― Tunisia | Cronologia completa delle presenze e delle reti in nazionale ― Tunisia | Cronologia completa delle presenze e delle reti in nazionale ― Tunisia | Cronologia completa delle presenze e delle reti in nazionale ― Tunisia | Cronologia completa delle presenze e delle reti in nazionale ― Tunisia | Cronologia completa delle presenze e delle reti in nazionale ― Tunisia |
| Data                                                                   | Città                                                                  | In casa                                                                | Risultato                                                              | Ospiti                                                                 | Competizione                                                           | Reti                                                                   | Note                                                                   |
| ---------------------------------------------------------------------- | ---------------------------------------------------------------------- | ---------------------------------------------------------------------- | ---------------------------------------------------------------------- | ---------------------------------------------------------------------- | ---------------------------------------------------------------------- | ---------------------------------------------------------------------- | ---------------------------------------------------------------------- |
| 2-6-2025                                                               | Radès                                                                  | Tunisia                                                                | 2 – 0                                                                  | Burkina Faso                                                           | Amichevole                                                             | -                                                                      | 80’                                                                    |
| Totale                                                                 |                                                                        | Presenze                                                               | 1                                                                      |                                                                        | Reti                                                                   | 0                                                                      |                                                                        |